# Chicago Hope
Chicago Hope, nota in Italia anche come In corsa per la vita o Chicago Hospital - In corsa per la vita, è una serie televisiva statunitense creata da David E. Kelley. Si tratta di una serie medica che racconta la vita, professionale e non, dello staff di un ospedale di Chicago.
La serie tv, composta da 6 stagioni, ha vinto 7 Emmy Awards, un Golden Globe e ha ricevuto numerose nomination. Serie campione di ascolti per le prime due stagioni, le seguenti stagioni hanno ottenuto un brusco calo degli ascolti, tanto che, nel 2000, il network CBS ha deciso di cancellare il serial.
La serie è sempre stata messa, dalla stampa, in competizione con E.R. - Medici in prima linea, entrambe nate nel 1994 e ambientate a Chicago.
Trasmessa con il titolo In corsa per la vita per la prima volta in Italia nell'aprile 1995 su Rete 4 in prima serata la serie non ha ottenuto gli ascolti sperati ed è stata sospesa dopo poche settimane. Nel 1996 è tornata in onda con i pochi episodi già trasmessi e i restanti inediti della prima stagione alle 12.30 su Rete 4 nei giorni feriali, assumendo il titolo originale. Nel 1997 la rete ha provato a sondare di nuovo il telefilm in prima serata modificando nuovamente il titolo: Chicago Hospital - In corsa per la vita. Metà della seconda stagione è stata trasmessa in primetime con ascolti discreti, ma molto inferiori a quelli della serie hit E.R. - Medici in prima linea. Tra il 1997 e il 1998 Rete 4 ha trasmesso gli episodi restanti della terza stagione di domenica prima in fascia preserale e poi a metà pomeriggio; la quarta è stata invece quasi interamente trasmessa, di sabato pomeriggio. Dal 1999 la serie è passata a Canale 5 con il titolo Chicago Hope in fascia pomeridiana estiva. Tra repliche e inediti trasmessi col contagocce, si è conclusa nel settembre 2003 in fascia mattutina. Dal 2011 è tornata in replica su La7d e poi su LA7.
Curiosamente, in questa serie compaiono in periodi diversi tre attori (Mark Harmon, Rocky Carroll e Lauren Holly) che pochi anni dopo sarebbero entrati nel cast di NCIS.
Mandy Patinkin e Thomas Gibson sarebbero poi entrati nel cast di Criminal Minds.

## Personaggi e interpreti
- Dr. Jeffrey Geiger (stagioni 1-2, 6), interpretato da Mandy Patinkin.
- Dr. Aaron Shutt (stagioni 1-6), interpretato da Adam Arkin.
- Dr. Arthur Thurmond (stagione 1), interpretato da E.G. Marshall.
- Infermiera Camille Shutt (stagioni 1-2), interpretata da Roxanne Hart.
- Alan Birch (stagioni 1-2), interpretato da Peter MacNicol.
- Angela Giandamenicio (stagione 1), interpretata da Roma Maffia.
- Dr. Philip Watters (stagioni 1-6), interpretato da Héctor Elizondo.
- Dr. Danny Nyland (stagioni 1-3), interpretato da Thomas Gibson.
- Dr. Billy Kronk (stagioni 1-5), interpretato da Peter Berg.
- Dr.ssa Diane Grad (stagioni 1-5), interpretata da Jayne Brook.
- Dr. Dennis Hancock (stagioni 1-5), interpretato da Vondie Curtis-Hall.
- Dr.ssa Kate Austin (stagioni 2-5), interpretata da Christine Lahti.
- Dr. John Sutton (stagione 2), interpretato da Jamey Sheridan.
- Dr. Jack McNeil (stagioni 3-6), interpretato da Mark Harmon.
- Dr. Keith Wilkes (stagioni 3-6), interpretato da Rocky Carroll.
- Dr.ssa Lisa Catera (stagioni 4-5), interpretata da Stacy Edwards.
- Dr. Robert Yeats (stagione 5), interpretato da Eric Stoltz.
- Dr.ssa Francesca Alberghetti (stagione 6), interpretata da Barbara Hershey.
- Dr.ssa Gina Simon (stagione 6), interpretata da Carla Gugino.
- Dr.ssa Jeremy Hanlon (stagione 6), interpretata da Lauren Holly.
- Stuart Brickman (stagione 6), interpretato da Alan Rosenberg.

## Episodi
| Stagione         | Episodi | Prima TV originale | Prima TV Italia |
| ---------------- | ------- | ------------------ | --------------- |
| Prima stagione   | 22      | 1994-1995          | 1995-1996       |
| Seconda stagione | 23      | 1995-1996          | 1997            |
| Terza stagione   | 26      | 1996-1997          | 1997-1998       |
| Quarta stagione  | 24      | 1997-1998          | 1998            |
| Quinta stagione  | 24      | 1998-1999          | 1999            |
| Sesta stagione   | 22      | 1999-2000          | 2003            |